# Вишогруд (Нижньосілезьке воєводство)
Вишогруд (пол. Wyszogród, нім. Wiesegrade) — село в Польщі, у гміні Олесниця Олесницького повіту Нижньосілезького воєводства.
Населення — 161 особа (2011).
У 1975-1998 роках село належало до Вроцлавського воєводства.

## Демографія
Демографічна структура станом на 31 березня 2011 року:
|          | Загалом | Допрацездатний вік | Працездатний вік | Постпрацездатний вік |
| -------- | ------- | ------------------ | ---------------- | -------------------- |
| Чоловіки | 84      | 14                 | 65               | 5                    |
| Жінки    | 77      | 10                 | 55               | 12                   |
| Разом    | 161     | 24                 | 120              | 17                   |